# Château du Mouillon
Le château du Mouillon est un château du XIXe siècle, situé à Rive-de-Gier dans le département de la Loire. Sa spécificité est qu'il est un château de ville, patrimoine de la famille Marrel.
Il est partiellement inscrit à titre de monument historique depuis 1995.

## Historique

### Premier château
Ce « château de ville », clos de mur, dans un parc de près de 6 000 m2 est situé entre les rues du Professeur-Roux (ancienne rue du Mouillon) et la rue de la République sous laquelle coule le Feloin.
Il a été composé par de multiples parcelles de terrain achetées de 1811 à 1894 où l'on trouve, entre autres, dans la liste des propriétaires successifs, Victor Dugas de la Catonnière et les parents de Jean Baptiste Chambeyron, architecte de l’église de Saint-Jean ; celui-ci fera les plans d'une maison que chaque nouvel acquéreur agrandira selon ses goûts et ses moyens, tel Lucien Arbel, ingénieur fondateur des Forges de Couzon dont l'un des ﬁls, la cédera à Henri Marrel le 11 août 1894.

### Rénovation
Henri Marrel (1859–1934) rénova le château et l'agrandit en y ajoutant deux grands bâtiments coiffés de toits en ardoise. L'ajout de cheminées imposantes, de tourelles, de loggias et d'auvents donna à l'édifice l'allure d'un château tourangeau.
Henri (fils de Jean-Marie) et son épouse Jeanne Marrel (1864-1944, sa cousine germaine, ﬁlle de François) habitent une demeure qui a deux étages sur la rue du Mouillon et trois, du côté du parc et qui leur est totalement réservée ; hormis les cuisines tous les communs sont des constructions annexes. La conciergerie, sur la rue de la République comprend, outre le logement du concierge, les écuries, la sellerie, les garages et l'orangerie ; un bâtiment est réservé au personnel domestique, un autre, aux précepteurs des enfants et dans la rue du Mouillon, face à l'entrée, l'habitation du jardinier qui cultivait, dans un petit enclos, légumes et fruits pour compléter l'alimentation quotidienne.
À l’intérieur, le « grand salon » est la réplique exacte du « salon ovale » de l’Hôtel de Soubise à Paris et il se distingue parmi la trentaine de pièces qui ont conserve une partie du mobilier de famille et leurs décorations d'origine, de style troubadour avec stucs, plâtres et lunettes de portes enrichies de peintures ; dans la salle à manger : un « paon » œuvre de Louis Barcley, peintre de l’École lyonnaise.